# Edith de Wessex
Edith de Wessex (c. 1025 - Winchester, 18 de desembre de 1075) va ser reina consort d'Anglaterra de 1042 a 1066 pel seu matrimoni amb Eduard el Confessor.

## Biografia
Edith de Wessex era filla de Godwin de Wessex, el comte més poderós d'Anglaterra, i de Gytha Thorkelsdóttir, germana del comte danès Ulf, cunyat de Canut II de Dinamarca. Edith, criada a l'abadia de Wilton, era una dona culta que parlava diversos idiomes, habilitat que probablement va adquirir en aquesta abadia. Sempre hi estigué unida, i en els últims anys va reconstruir-ne l'església.

## Reina d'Anglaterra
Edith es va casar amb el rei Eduard el Confessor el 23 de gener de 1045 i, a diferència de la majoria de les reines angleses dels segles x i xi, va ser coronada. El seu matrimoni no va tenir descendència. Els escriptors de l'Església asseguren que això es degué al fet que Eduard havia fet vot de castedat, o que es va negar a consumar el matrimoni per la seva antipatia cap a la família d'Edith, els Godwin. No obstant això, els historiadors moderns ho han desestimat. En opinió del biògraf d'Eduard, Frank Barlow, "La teoria que la falta de descendència d'Eduard va ser a causa d'una abstinència sexual deliberada mostra manca d'autoritat, credibilitat i valor diagnòstic." La font principal de la seva vida és una obra que ella mateixa va encarregar, la Vita Ædwardi Regis (La vida del rei Eduard).
El 1051 Godwin i els seus fills es van enemistar amb Eduard i van fugir del país. Edith fou enviada a un convent de monges, possiblement perquè no tenia fills i Eduard esperava divorciar-se'n. Quan els Godwin van tornar el 1052, Edith fou reinstal·lada. En els últims anys del regnat del seu espòs, es va convertir en una dels seus assessors. Segons Barlow, en la Vita Edwardi "tot i que sempre se la col·loca modestament darrere del tron, l'autor no minimitza el seu poder ni oculta per complet la seva voluntat. Se'ns presenta com una dona determinada, tafanera, dura, i probablement amb mal geni".
Quan Eduard mor, el Domesday Book demostra que Edith era la dona més rica d'Anglaterra, i la quarta persona més rica després del rei, de Stigand (arquebisbe de Canterbury), i del seu germà Harold Godwinson.

## Zenit i ocàs de la seva família
Edith era molt propera al seu germà Tostig, i el 1055 va aconseguir el seu nomenament com a comte de Northúmbria. El govern de Tostig fou impopular, i el 1064 Edith va ser acusada a la Cort de preparar l'assassinat del noble northúmbric Gospatrick en benefici del seu germà.
El 1065 els habitants del nord es van rebel·lar i van escollir com a comte a Morcar, cunyat d'Harold. Tostig va acusar Harold de conspirar amb els rebels; Eduard va exigir que la rebel·lió fos sufocada, però Harold i els seus seguidors es van negar a complir l'ordre. Morcar va ser confirmat i Tostig va haver d'exiliar-se.
Després de la mort d'Eduard (4 de gener 1066), Harold va pujar al tron. En la batalla de Stamford Bridge (25 de setembre 1066) i la batalla de Hastings (14 d'octubre 1066), Edith va perdre quatre dels seus germans (Tostig, Harold, Gyrth i Leofwine). El seu germà Wulfnoth, que havia estat lliurat a Eduard el Confessor com a ostatge el 1051 i poc després es va convertir en presoner de Guillem el Conqueridor, va romandre captiu a Normandia. Així, Edith es va convertir en l'únic membre de la seva família que va sobreviure a la conquesta normanda en sòl anglès, ja que els fills de Harold van fugir a Irlanda.

## Defunció
Edith va morir a Winchester el 18 de desembre 1075. Mateo de París registra la tradició que la seva mort va posar fi a una malaltia que havia sofert durant bastant temps. En la Vita Edwardi es destaca la seva pietat, i es diu que va donar terres a l'abadia d'Abingdon.
Va ser enterrada al costat del seu marit a l'abadia de Westminster i el seu funeral va ser organitzat per Guillem.